# Gajraula
Gajraula is een nagar panchayat (plaats) in het district Amroha van de Indiase staat Uttar Pradesh.

## Demografie
Volgens de Indiase volkstelling van 2001 wonen er 39.826 mensen in Gajraula, waarvan 53% mannelijk en 47% vrouwelijk is. De plaats heeft een alfabetiseringsgraad van 57%.